# Палеопатология
Палеопатологията е наука, която изучава болестните изменения в останките от организми, живели през изминалите епохи. Специализирана е в две направления – хуманна и ветеринарна палеопатология. С първата се занимават специалистите в областта на хуманната медицина. Палеопатологията при животните е младо научно направление и е възникнало като такова едва през 1970-те години. Заслуга в това отношение има британският учен Don Brothwell от университета в Йорк, който публикува серия от изследвания върху аномалии в развитието на костната система на някои животни. В България палеопатологията на животните е почти напълно непозната област. Единични публикации или отделни сведения са крайно редки.
Палеопатологията предоставя твърде важна информация, както за здравеопазването, така и за опазването на някои животински видове.